# Karl Kirchhof
Karl Kirchhof (27. ledna 1852 Liberec – 7. srpna 1929 Liberec) byl rakouský a český podnikatel a politik německé národnosti, na počátku 20. století poslanec Českého zemského sněmu.

## Biografie
Vystudoval obchodní akademii v Hamburku. Profesně působil jako velkoobchodník. V roce 1875 založil v rodném Liberci obchodní firmu. Od roku 1882 zasedal v liberecké obchodní komoře, v roce 1891 se stal jejím prozatímním prezidentem, od roku 1896 viceprezidentem. Poté, co zemřel prezident komory Alois Neumann, stal se Kirchhof roku 1915 jeho nástupcem v čele této podnikatelské korporace. Coby funkcionář komory se zasloužil o výstavbu železniční Severočeské transverzálky (Nordböhmische Transversalbahn) spojující Liberec a Teplice.
Počátkem 20. století se zapojil i do zemské politiky. Ve volbách v roce 1901 byl zvolen v kurii obchodních a živnostenských komor (volební obvod Liberec) do Českého zemského sněmu. Politicky patřil k Německé pokrokové straně (němečtí liberálové). Poslancem zemského sněmu pak byl ještě v letech 1910–1913 (ovšem jen formálně, sněm v té době pro trvalé česko-německé obstrukce fakticky nezasedal).
Do veřejného života promlouval i po vzniku Československa, kdy byla rozpuštěna liberecká obchodní komora a Kirchhof se stal prezidentem její správní komise.
Zemřel v srpnu 1929.